# Teratodes
Teratodes är ett släkte av insekter. Teratodes ingår i familjen gräshoppor.
Kladogram enligt Catalogue of Life:
| Teratodes | \| \| Teratodes brachypterus \| \| \| \| \| \| Teratodes monticollis \| \| \| \| |
|           | \| \| Teratodes brachypterus \| \| \| \| \| \| Teratodes monticollis \| \| \| \| |
|           | Teratodes brachypterus                                                           |
|           |                                                                                  |
|           | Teratodes monticollis                                                            |
|           |                                                                                  |

## Bildgalleri

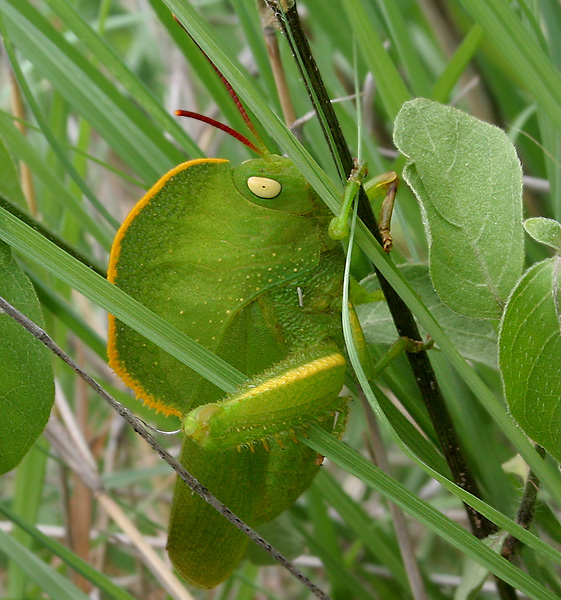
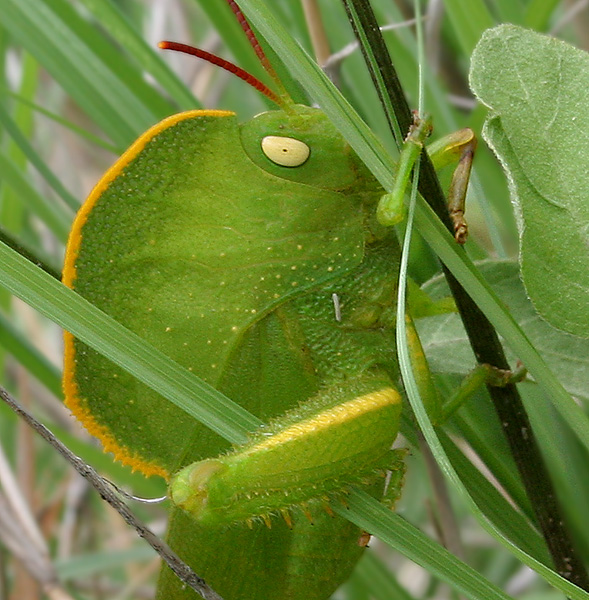
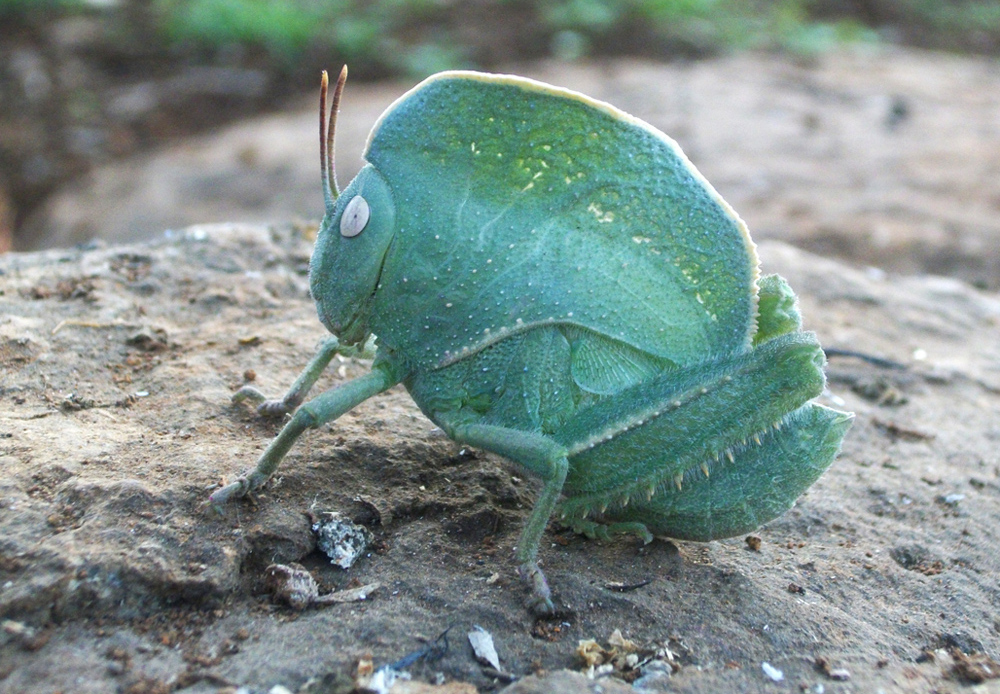